# Naturschutzgebiet Waldbruch
Koordinaten: 51° 25′ 49″ N, 8° 31′ 5″ O
Das Naturschutzgebiet Waldbruch mit einer Größe von 11,3 ha liegt nordwestlich von Scharfenberg im Stadtgebiet von Brilon. Das Gebiet wurde 2008 mit dem Landschaftsplan Briloner Hochfläche durch den Hochsauerlandkreis als Naturschutzgebiet (NSG) ausgewiesen. Das NSG umfasst fast ganz die Waldbruch-Siedlung. Zwei Teilflächen vom Landschaftsschutzgebiet Feuchtgrünland Brüche und Waldbruch grenzen im Westen und Süden an das NSG. Im Osten liegt direkt das Naturschutzgebiet Steinbecke. Das NSG gehört seit 2023 zum Vogelschutzgebiet Diemel- und Hoppecketal mit angrenzenden Wäldern.

## Gebietsbeschreibung
In Feuchtgrünland liegen mehrere Seitenarme eines Quellfächers des Baches Steinbecke. Das mäßig feuchte bis feuchte, sehr binsenreiche Grünland wurde bei Ausweisung überwiegend als Weideland und teils auch als Mähweide genutzt. Der Bach wird im unteren Teil von einem mehrreihigen Erlenufergehölz begleitet. Das Gebiet wird durch eine grob in Süd-Nord-Richtung verlaufene Gemeindestraße geteilt. Das Feuchtgrünland westlich der Gemeindestraße ist weniger binsen-reich und wird durch flache Gräben entwässert, wobei die Gräben entlang der Fahrwege stärker eingetieft sind.
Das NSG stellt laut Landschaftsplan einen wichtigen Trittsteinbiotop mit hohem Entwicklungspotential dar und zusammen mit dem Landschaftsschutzgebiet Feuchtgrünland Brüche und Waldbruch bildet es einen Lebensraum für Amphibien, Nachtfalter sowie für seltene und gefährdete Vogelarten des weitgehend offenen Grünlandes mit schütterem Gehölzbewuchs. Im Nordwesten des NSG befindet sich eine Fichtenaufforstung, welche die Lebensraumqualität des Schutzgebietes beeinträchtigt.
Es wurden durch das Landesamt für Natur, Umwelt und Verbraucherschutz Nordrhein-Westfalen Pflanzenarten wie Aufrechter Igelkolben, Bachbunge, Bitteres Schaumkraut, Blutwurz, Breitblättriger Rohrkolben, Brennender Hahnenfuß, Gänseblümchen, Kriechender Günsel, Kriechender Hahnenfuß, Kuckucks-Lichtnelke, Quell-Sternmiere, Quellen-Hornkraut, Scharfer Hahnenfuß, Sumpf-Dotterblume, Sumpf-Helmkraut, Ufer-Wolfstrapp, Wald-Engelwurz, Wasserpfeffer, Wiesen-Bärenklau, Wiesen-Knöterich, Wiesen-Sauerampfer und Wiesen-Schaumkraut nachgewiesen.

## Schutzzweck
Wie bei allen Naturschutzgebieten in Deutschland wurde in der Schutzausweisung darauf hingewiesen, dass das Gebiet „wegen der Seltenheit, besonderen Eigenart und Schönheit des Gebietes“ zum Naturschutzgebiet wurde.
Der Landschaftsplan führt zum NSG aus: „Schutz eines Grünlandgebietes mit seltenen und gefährdeten Tier- und Pflanzenarten. Erhaltung und Optimierung eines Feuchtgrünlandgebietes mit hohem ökologischem Standortpotenzial als Lebensraum von teilweise seltenen und gefährdeten Tier- und Pflanzenarten; Sicherung der überkommenen Grünlandnutzung durch Vertragsangebote zur Erhaltung dieses Feuchtwiesenkomplexes; Schutz eines Trittsteinbiotops im Zusammenhang mit ähnlichen Grünland-NSG südwestlich (‚Brüche‘) und östlich dieses Gebietes (‚Bindel‘).“